# Луминесцентна лампа
Луминесцентните лампи (наричани също и флуоресцентни лампи), известни още като луминесцентни тръби, са тип газоразрядни осветителни тела, които се състоят от стъклена тръба, запълнена с разреден газ (смес от инертни газове и живачни пари) при ниско (около 300 Pa) и покрит от вътрешната страна с луминофор. При подаване на напрежение между анода и катода на лампата протича газов разряд, който е съпроводен с ултравиолетово излъчване, водещо до флуоресценция на луминофора.
За разлика от лампите с нажежаема жичка, луминесцентните лампи винаги изискват баласт (понякога наричан контролиращ уред), който да регулира потока на енергия през лампата. Въпреки това луминесцентната лампа превръща електрическата енергия в полезна светлина по-ефикасно и използва по-малко енергия за същото количество светлина, отколкото лампите с нажежаема жичка, но светодиодите вече ги превъзхождат. По-ниските енергийни разходи обикновено се компенсират с по-високата цена на лампата. Докато големите луминесцентни лампи се използват най-вече в търговски, индустриални и институционални сгради, компактните луминесцентни лампи се използват като алтернатива за спестяване на енергия в домовете.
Луминесцентните лампи са широко използвани за осветяване на промишлени помещения и обществени сгради през втората половина на XX век, а в началото на XXI век – и за жилищно осветление. Тогава масово се произвеждат компактни луминесцентни лампи, които могат да заменят лампите с нажежаема жичка (цокли E14, E27). Съгласно подписаната през 2013 г. Минаматска конвенция флуоресцентните лампи са изтеглени от обращение, а от 2020 г. тяхното производство, износ и внос са напълно забранени. В съвременния свят те са заменени от светодиодни лампи, които са по-енергийно ефективни и издръжливи, не съдържат живак и струват по-малко от компактните флуоресцентни лампи.

## История
Луминесценцията на някои скали и други вещества се наблюдава в продължение на стотици години, дори преди природата ѝ да е разбрана. Към средата на 19 век се провеждат експерименти, при които се наблюдава сияние, излизащо от частично прочистени от въздух стъклени съдове, през които минава електрически ток. Ирландецът Джордж Гейбриъл Стокс е един от първите учени, обяснили феномена през 1852 г., и го нарича флуоресценция по името на флуорита – минерал, от който много образци сияят, поради примеси.
Развиването на неоновите лампи играе важна роля за луминесцентните лампи, тъй като те използват луминесцентно покритие след 1926 г. Въпреки това целта на тези лампи е основно за реклама и не толкова за осветление. Все пак, това не е първата употреба на луминесциращи покрития – Бекерел и Едисън използват същата идея и по-рано.
Към края на 1920-те години всички важни черти на луминесцентните лампи са налице. Годините на изобретения и развитие са предоставили всички ключови компоненти за флуоресциращите лампи: икономически изгодно производство на стъклени лампи, инертни газове за пълненето им, електрически баласти, електроди с по-голяма издръжливост, живачна пара като източник на луминесценция, ефективни начини за производство на надежден електрически разряд и флуоресциращи покрития, които могат да се енергизират с ултравиолетови лъчи.
През 1934 г. Артър Холи Комптън докладва на General Electric, че е провел успешен експеримент с луминесцентно осветление във Великобритания. Скоро след това е създаден прототип на луминесцентна лампа. Това не е тривиален опит, тъй като е нужно много експериментиране с размерите и формите на лампата, конструкцията на катода, налягането на аргона и живачната пара, цветовете на флуоресциращия прах, методите за привличането им към вътрешността на лампата и други. От General Electric, обаче, използват контрола си върху патентите, за да пречат на конкуренцията, като така вероятно забавят въвеждането на луминесцентното осветление с около 20 години. Накрая, военното производство започва да се нуждае от денонощни заводи с икономично осветление и така луминесцентните лампи започват да набират популярност.
Продажбите на първите луминесцентни лампи на широката публика започват към края на 1930-те години, като по това време на пазара има четири размера крушки. Пазарът им се разширява драстично по време на Втората световна война, тъй като военното производство има нужда от интензивно осветление. Към 1951 г. в САЩ е произведена повече светлина от луминесцентни лампи, отколкото от лампи с нажежаема жичка.
През първите години се използва вилемит с различно съдържание на берилий за зеленикава светлина. Малки добавки от магнезиев волфрамат подобряват синята част на спектъра, като така се постига приемлива бяла светлина. След като е открито, че берилият е отровен, той е изместен от халофосфатни луминофори.

## Принцип на действие
В класическата схема веригата се затваря от устройство, наречено стартер. Той затваря и прекъсва електрическата верига, като по този начин създава необходимите условия за самоиндукция на високо напрежение (около 1000 V) в дросела, което е необходимо за запалване на лампата. По време на затваряне на веригата, нагревателни електроди в лампата излъчват електрони, подпомагащи йонизацията на газа. Те са едно от слабите места на тези лампи, което често се поврежда.
Дроселът е бобина, навита на магнитопровод с въздушна междина. Той има за цел да осигури високо напрежение за запалване на лампата и след това да ограничи протичащия през нея ток.
Тлеещият разряд в стартера започва при 160 V. Биметалните пластинки се нагряват, огъват се и затварят веригата, изстиват и разкъсват веригата. Това продължава до запалване на лампата. Напрежението при запалена лампа спада до 100 – 130 V и стартерът спира да функционира.
Луминофорът, нанесен от вътрешната страна на луминесцентните тръби, превръща произведената в лампата невидимата за човешкото око ултравиолетова светлина във видима светлина.
Средната продължителност на живот на луминесцентните тръби е 7500 часа и зависи от режима на работа на лампите. Обикновено те имат по-дълъг живот от лампите тип нажежаема жичка. Луминесцентните лампи са сравнително енергоспестяващи, но светодиодните са по-икономични от тях.
| Типична луминесцентна лампа с рядкоземен луминофор |
| Луминесцентна лампа с естествена светлина          |
| Жълта луминесцентна лампа                          |
| Луминесцентна лампа с черна светлина               |

## Употреба
Луминесцентните лампи имат различни форми и размери. Все по-популярна е компактната луминесцентна лампа. Те включват спомагателната електроника в основата на лампата, което им позволява да се поставят в стандартно гнездо за крушка.
Луминесцентните лампи се срещат често в кухни, мазета или гаражи, но училищата и предприятията спестяват значителни суми, използвайки този вид лампи, и рядко използват лампи с нажежаеми жички. В повечето държави жилищната употреба на луминесцентното осветление варира според цената на електроенергията, финансовите и екологичните проблеми на местното население, както и приемствеността на излъчваната светлина. Някои държави насърчават заменянето на лампите с нажежаема жичка с флуоресцентни такива или други видове енергоефективни лампи.
Специални луминесцентни лампи често се използват при театрално осветление, както и при производството на филми и видеа. Те имат по-хладна светлина от традиционните халогенни източници на светлина и използват високочестотни баласти, което предотвратява трептенето.

## Предимства и недостатъци

### Предимства
Луминесцентните лампи преобразуват повече от внесената енергия във видима светлина, отколкото лампите с нажежаема жичка. Една 100-ватова лампа с волфрамова жичка може да преобразува едва 5% от консумираната мощност в светлина, докато обичайната луминесцентна лампа преобразува около 22% от мощността в светлина. Ефикасността на луминесцентните лампи варира от 16 лумена на ват до над 100 лумена на ват, като най-често се срещат лампите с ефективност от 50 до 67 lm/W. Обикновената луминесцентна лампа издържа до 10 – 20 пъти повече, отколкото еквивалентна лампа с нажежаема жичка вкъщи. Следователно, по-високата първоначална цена на луминесцентната лампа в сравнение с лампата с нажежаема жичка, често се компенсира от по-ниската консумация на енергия през живота ѝ. Този вид лампи разпръскват светлината по-равномерно и причиняват по-малко отблясъци. Луминесцентните лампи излъчват около 1/5 от топлината на еквивалентна лампа с нажежаема жичка. Това намалява консумацията на енергия за климатизиране на офис сгради, които обикновено имат много лампи и малко прозорци.

### Недостатъци
Ако лампата е инсталирана на място, където е често включвана и изключвана, тя ще се износи бързо. При екстремни условия нейният живот може да е много по-къс, отколкото този на една евтина лампа с нажежаема жичка. Всеки стартов цикъл леко износва електрон-излъчващата повърхност на катодите. Използваната енергия за запалване на лампата е равностойна на няколко секунди нормална работа и следователно е по-енергоефективно тя да се изгасва, когато не е нужна за няколко минути. При счупване на този вид лампа се изпуска малко количество живак, който може да замърси околната среда. Луминесцентните лампи с магнитен баласт трептят при нормално незабележима честота от 100 или 120 Hz и това трептене може да причини проблеми у някои хора с фотосензитивност. Луминесцентните лампи излъчват малко количество ултравиолетови лъчи. Американско проучване от 1993 г. е установило, че седене от осем часа под такава лампа е еквивалентно на една минута стоене под Слънцето. Това лъчение може да увреди пигментите в картините (особено такива, рисувани с водни бои) и да накара боите в текстилите да избледнеят. Тези лампи се нуждаят от баласт, който да стабилизира тока в лампата и да предоставя първоначално напрежение за запалването ѝ. Баластите с повреди могат да станат източник на бръмчене. Луминесцентните лампи работят най-добре на стайна температура и при ефективността им намалява, когато температурата е твърде висока или ниска. Също така този вид лампи използват баласт, който не доставя стабилна светлина, а трепти двойно по-бързо от честотата на захранването. Това води до колебания в светлината и цветовете, които представляват проблем за фотографи и фоточувствителни хора. Към края на живота си тези лампи могат да започнат да трептят на по-ниска честота дори и от тази на захранването. Електромагнитните баластове могат да създават проблеми при видео записването, тъй като може да се създаде т. нар. биене между периодичното четене на сензора на камерата и колебанията в интензитета на лампата. Изхвърлянето и рециклирането на луминесцентните лампи представлява проблем за околната среда, тъй като съдържат живак.